# Cao Pi

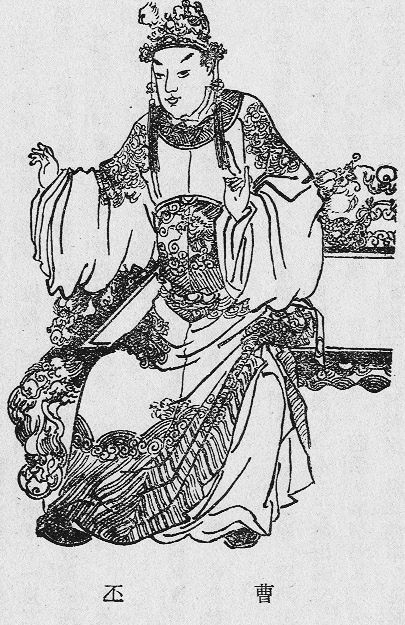
Cao Pi.

Cao Pi (en chino, 曹丕 Cáo Pī; 187– 29 de junio de 226) fue un escritor y poeta chino, fundador y primer emperador (220-226) de la dinastía Wei.
Segundo hijo de Cao Cao. A la muerte de su medio hermano Cao Ang, se convirtió en el heredero de Cao Cao. Acompañó a su padre durante la invasión de la provincia de Ji y cuando lo nombraron rey de los Wei, además libró una guerra de sucesión con su hermano Cao Zhi. Cao Pi, hombre astuto, acabó sucediendo a su padre proclamándose primer ministro de los Han, rey de los Wei y Protector Imperial de la provincia de Ji. Poco después de su sucesión, Cao Pi formó el reino de los Wei destronando al emperador Xian y haciéndose primer emperador de los Wei. En 221, Cao Pi cedió a Sun Quan el título de rey de los Wu de cuyo reino más tarde ordenaría invasión, poco antes de ordenar la invasión del reino Shu. Fracasó en ambas invasiones.
En 223, sospechó que su hermano Cao Zhang quería usurparle el trono y le hizo envenenar cuando jugaban al weiqi. Tras sus fracasos de conquista, Cao Pi se obstinó en volver asaltar a los Wu y participó personalmente en la invasión, pero fue de nuevo derrotado. Tras reinar siete años, enfermó y convocó a su lecho a Sima Yi, Chen Qun, Cao Zhen y Cao Xiu, a quienes pidió apoyo para su heredero Cao Rui. Cao Pi murió con 40 años dejando una huella importante en la historia como poeta a pesar de sus sonados fracasos militares.